# Odontocolon thomsoni
Odontocolon thomsoni là một loài tò vò trong họ Ichneumonidae.